# Mas Banyeres (Rupià)
El Mas Banyeres és una obra de Rupià (Baix Empordà) protegida com a Bé Cultural d'Interès Local.

## Descripció
Mas de planta rectangular amb carener perpendicular a la façana i coberta a dues aigües. La volumetria del mas és de planta baixa i un pis. Actualment hi ha algunes parts de la façana arrebossades. La pedra queda al descobert en les llindes i muntants de les obertures. A la planta baixa s'hi distingeixen algunes ampliacions. No hi ha construccions aïllades. Es tracta d'un edifici anterior al segle xix.